# Andrija Prlainović
Andrija Prlainović (in serbo Андрија Прлаиновић?; Ragusa di Dalmazia, 28 aprile 1987) è un pallanuotista serbo.

## Biografia
Ha iniziato la carriera nello Jadran Herceg Novi per poi giocare con alcune tra le più importanti squadre europee, come Partizan Belgrado, Stella Rossa e Pro Recco. Con la nazionale serba ha vinto due titoli mondiali e quattro europei, oltre a due bronzi olimpici, due Coppe del Mondo, otto World League e un oro ai Giochi del Mediterraneo.
A partire dalla stagione 2025-2026 sarà un giocatore del Radnicki.

## Palmarès

### Club

#### Trofei nazionali
- Campionato italiano: 4

Pro Recco: 2010-11, 2011-12, 2014-15, 2015-16
- Coppe Italia: 3

Pro Recco: 2010-11, 2014-15, 2015-16
- Campionato serbo: 6

Partizan: 2006-07, 2007-08, 2008-09, 2009-10
Stella Rossa: 2012-13, 2013-14
- Coppa di Serbia: 6

Partizan: 2006-07, 2007-08, 2008-09, 2009-10
Stella Rossa: 2012-13, 2013-14
- Campionato ungherese: 2

Szolnok: 2017, 2021
- Coppa d'Ungheria: 1

Szolnok: 2017
- Campionato francese: 5

Marsiglia: 2021, 2022, 2023, 2024, 2025
- Coupe de France: 4

Marsiglia: 2022, 2023, 2024, 2025
- Campionato serbo-montenegrino: 3

Jadran Herceg Novi: 2003, 2004, 2005
- Coppa di Serbia e Montenegro: 2

Jadran Herceg Novi: 2004, 2005
- Supercoppa d'Ungheria: 1

Szolnok: 2017
- Tom Hoad Cup: 1

Partizan: 2006

#### Trofei internazionali
- Coppa dei Campioni/Eurolega: 5

Partizan: 2010-11
Pro Recco: 2011-12, 2014-15
Stella Rossa: 2012-13
Szolnok: 2016-17
- Lega Adriatica: 1

Pro Recco: 2011-2012
- Supercoppa LEN: 2

Stella Rossa: 2013
Szolnok: 2017

### Nazionale
- Olimpiadi

Pechino 2008: 
Londra 2012: 
Rio 2016: 
Tokyo 2020: 
- Mondiali

Roma 2009: 
Kazan' 2015: 
Shanghai 2011: 
Budapest 2017: 
- Europei

Belgrado 2006: 
Málaga 2008: 
Zagabria 2010: 
Eindhoven 2012: 
Budapest 2014: 
Belgrado 2016: 
- Coppa del Mondo

Budapest 2006: 
Oradea 2010: 
- World League

Belgrado 2005: 
Atene 2006: 
Berlino 2007: 
Genova 2008: 
Niš 2010: 
Firenze 2011: 
Dubai 2014: 
Bergamo 2015: 
Podgorica 2009: